# Александрова дача
Александрова дача — садово-парковый ансамбль (по другим версиям дворцово-парковый ансамбль), созданный в Павловске в последней четверти XVIII века в среднем течении Тызвы. На данный момент заброшенный парк, памятник археологии и архитектуры. Объект культурного наследия федерального значения в составе списка Всемирного наследия ЮНЕСКО.
Заброшенная лесная часть неофициально именуется Ивановский лес с 1940-х годов. Ранее восточная часть также именовалась Анненков парк или Анненкова мыза.

## Предыстория

### Физическое и геологическое описание местности
Садово-парковый ансамбль расположен в долине протекающей по его территории реки Тызвы, с извилистым руслом и живописными холмистыми берегами. В границах ансамбля существовали единственные пруды на Тызве. Александрова дача расположена на Приневской низменности, на склоне Балтийско-Ладожского уступа. В палеозое 300—400 миллионов лет назад вся эта территория была покрыта морем. Осадочные отложения того времени — песчаники, пески, глины, известняки — мощной толщей (свыше 200 метров) покрывают кристаллический фундамент, состоящий из гранитов, гнейсов и диабазов. Современный рельеф образовался в результате деятельности ледникового покрова после схода Валдайского оледенения, завершившегося 12 тысяч лет назад. После таяния ледника территорию будущего парка покрывали отмели Литоринового моря, которое отступило около 4 тысяч лет назад. Таким образом, долина реки Тызвы сложена озёрно-ледниковыми и постледниковыми отложениями. Живописные овраги нижнего течения реки и её нижних притоков являются результатом последниковой эрозии.

### Основание возникновения парка
12 декабря (по старому стилю) 1777 года у Павла I и Марии Фёдоровны рождается Александр Павлович, внук Екатерины II и будущий император Александр I.
В 1782 году Екатерина II пишет для своего пятилетнего внука и публикует сказку о царевиче Хлоре.

#### Сюжетсказки о царевиче Хлоре
| Краткий пересказ сюжета сказки |
| Царевич Хлор (от греч. χλορός — зелёный, зеленеющий, свежий) — красивый, умный и даровитый ребёнок. Его отец, царь Киевский, «который любил правду и желал всем людям добра» отправился защищать границы своей земли, а царица-мать уехала вслед за отцом, так Хлор остался на попечении семи нянь. Казахский хан, прознав о том, очень захотел, чтобы царевич у него погостил, но кормилицы без разрешения царя не смели отпустить Хлора, и тогда хан решил действовать хитростью. Похитив ребёнка, он увёз его в степь в свою кочевую кибитку. Налюбовавшись им, он решил испытать его дарования: повелел отыскать за три дня в своих бескрайних владениях розу без шипов. Царевич согласился выполнить это испытание. Ханская дочь Фелица хотела отправиться вместе с ним, но отец запретил ей, и тогда она послала на помощь Хлору своего сына по имени Рассудок. Одним из первых испытаний была встреча с молодыми людьми, которые безудержно льстят и восхищаются дарованиями царевича, пытаются уговорить его отдохнуть вместе с ними и отложить поиски. Всеми силами они пытаются сдержать Хлора, но его спутник Рассудок помогает не поддаться на их льстивые речи и отправиться дальше в путь. Преодолев искушения, они попадают во владения Лентяги Мурзы, который также пытается уговорить царевича остаться, но и здесь Рассудок напоминает Хлору об цели их путешествия, и они вскоре покидают его владения. Дальше на пути своём они встречают крестьянскую семью, ту, что «все нужды и недостатки трудолюбием преодолевают». Путники ночуют у них и, поблагодарив, утром продолжают свои поиски «розы, которая не колется». Вскоре царевич Хлор всё же сбивается с пути, поссорившись с попутчиком, отправляется другой дорогой, но Рассудок не оставляет его и продолжает сопровождать в пути. Позднее царевич прислушивается к Рассудку, и они вместе преодолевают крутой и каменистый холм, где растёт роза без шипов, а взойти, протянув им свои посохи, помогают старик и старуха в белых одеждах — Правда и Честность. Хан сдерживает своё обещание и возвращает Хлора отцу и матери, которые его «любили час от часу более оттого, что час от часу укреплялся он в добродетели». Найденная царевичем роза олицетворяет собой именно совершенство добродетели. |

Сказка получает публичную известность в придворной среде и сохраняет её несколько лет. В том же 1782 году Г. Р. Державин пишет оду «Фелица», где отождествляет одноимённую героиню сказки с Екатериной II. Этим создаётся предпосылка переноса сюжета сказки в реальный мир. Позднее, при вхождении Александра и Константина в подростковый возраст, появляется идея воплощения сказки в парковом ансамбле. Его замысел был поддержан Екатериной II, предполагавшей создаваемый парк как место нравственного воспитания великих князей.
В 1783 году скончалась воспитательница Александра и Константина Софья Ивановна Бенкендорф и руководить воспитанием великих князей назначается бывший боевой генерал Николай Иванович Салтыков (1736—1816). Он в 1786 году получает участок, граничащий с будущей Александровой дачей, между Царским Селом и резиденцией родителей воспитанников — Павла I и Марии Фёдоровны. Исходя из указанной даты, с учётом необходимости первоначального обустройства, выводятся даты начала строительных работ на Александровой даче, подтверждаемые также черновиками писем Кваренги - не ранее 1787 и не позднее 1788 года. Датировка начала строительства отдельных объектов парка при этом может варьироваться до 1793 года, когда интерес Александра Павловича к парку был фактически потерян.

## История

### Возникновение
В 1786 году началась работа по созданию садово-паркового комплекса. В основу композиции легла сказка о царевиче Хлоре, написанная Екатериной II, а одной из главных задач стало воплощение квестового сюжета средствами садово-паркового искусства и архитектуры. Руководителем строительных работ являлся Джакомо Кваренги, в 1988 году в Венеции были опубликованы черновики писем Кваренги Салтыкову, в трёх из которых обсуждается строительство Александровой дачи. Ландшафтное обустройство парка было поручено законоучителю великих князей, протоиерею Андрею Афанасьевичу Самборскому. В организации работ ему помогали комиссар Иван Бахаман и поручик Иван Герман. 
Весной-летом 1789 года строительные работы охватывали значительную часть будущего парка.

#### Посещение парка заказчиками и владельцами
10 июня 1789 года строительство впервые посетила Екатерина II, о чём имеется запись в «Камер-фурьерском журнале». Оттуда же известно, что 4 июня 1793 года Александрову дачу посещала Баденская принцесса Луиза Мария Августа, в православии Елизавета Алексеевна, осенью этого же года ставшая женой Александра Павловича. Летом 1793 года Александр с будущей супругой несколько раз заезжали в усадьбу, последний их визит состоялся 13 августа, в тот же день они переехали в Петербург, где вовсю шла подготовка к свадьбе. С этого момента формально закончилось воспитание князя и началась самостоятельная жизнь Александра с женой Елизаветой Алексеевной.
В конце 1796 года умирает Екатерина II, а в следующем 1797 году возможен демонтаж некоторых символов, явно связываемых с нелюбимой Павлом I императрицей. Обычно с ранней утратой связывают Камень «Наказа...» у Храма Цереры и статую Цереры или Кибелы в самом Храме Цереры.

### Основные объекты
Из исторических описаний известно, что на Александровой даче располагались Храм Цереры, богини плодородия и урожая; рядом с храмом располагался огромный камень с надписью, отсылающей к «Наказу…» Екатерины; пещера-родник Нимфы Эгерии — «мудрой покровительницы римского царя Нумы Помпилия»; трёхарочный Мост с трофеями, Дом Александра с оранжереей, две ротонды на искусственных островках в нижней части парка, беседка в виде киргизского шатра с золотым верхом, павильон Храм Флоры и Помоны (Эхо) в форме древнеримской эдикулы, а центром архитектурного ансамбля являлся Храм Розы без шипов (Храм, посвящённый Фелице).
 Как в сказке, в которой царевич Хлор, пройдя через ряд испытаний, сумел «взойти на ту высокую гору, где роза без шипов растёт, где добродетель обитает», кульминационным пунктом был «храм розы без шипов», так и в ансамбле дачи он являлся центром архитектурной композиции (рис. 83). Это отличало дачу от распространённого типа пригородных имений, где центром служил жилой дом.

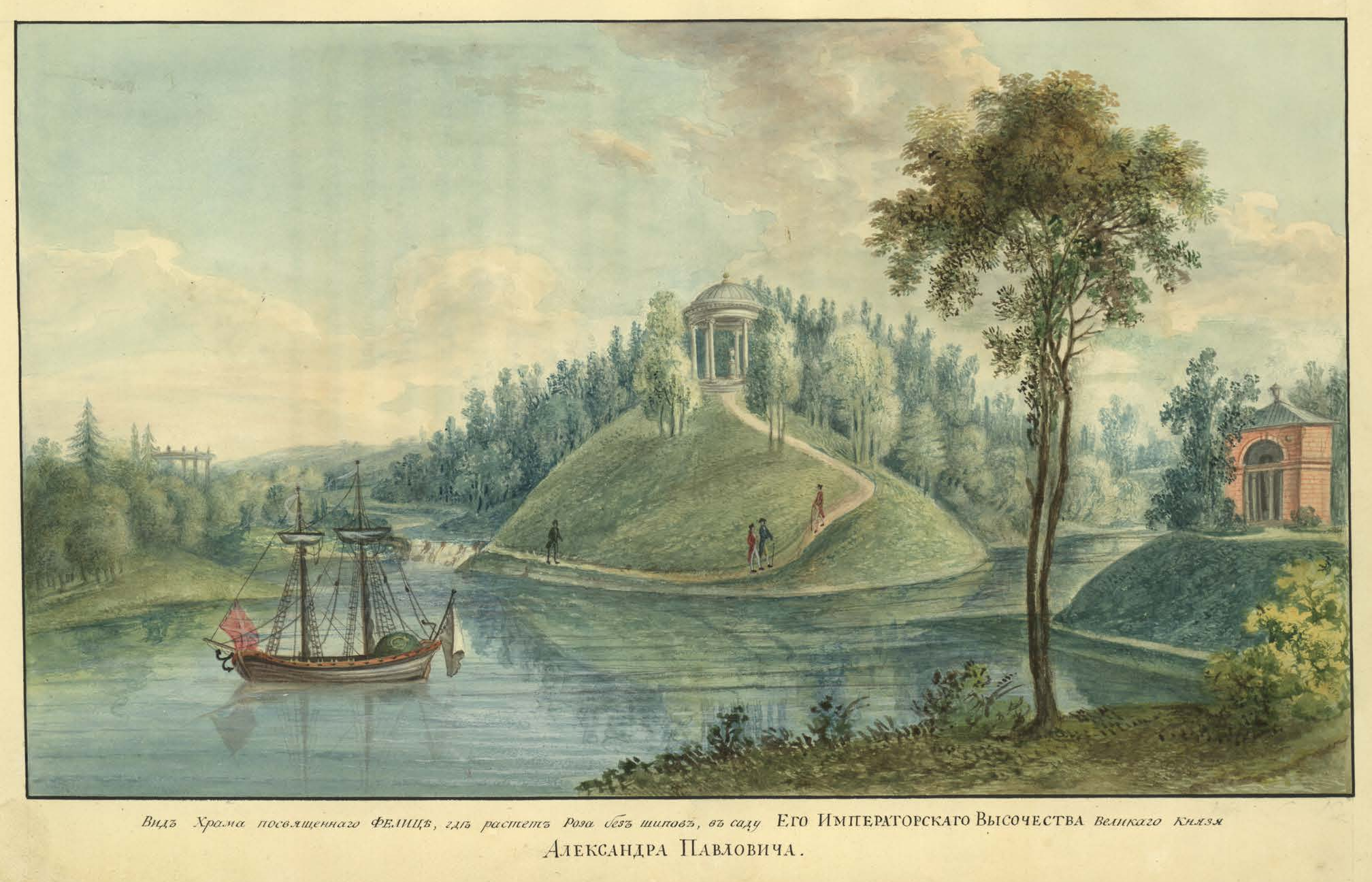
Аналог рис. 83 из того же первоисточника, но с лучшим качеством изображения чем в цит. изд.

Храм был воздвигнут на холме, омываемом с трёх сторон прудом, созданным на небольшой речке Тызве; по берегам пруда и разворачивалось содержание сказки. Места сооружений, изгибы дорожек как бы подсказывались здесь сложной конфигурацией пруда и рельефа местности, т. е. зодчий с большим мастерством использовал топографические особенности участка, что характерно для творчества Львова. С его именем связано и создание на пруде небольшого флота. В 1782 году Екатерина II подарила Н. А. Львову перстень в 2 000 рублей «за сделанные им очень красивые модели кораблей и другие небольшие работы для великих князей».
О кораблях, созданных наподобие судов Петра I для Александровой дачи, говорится в поэме Джунковского, описывающего весь этот ансамбль, а на гравюрах, иллюстрирующих эту поэму, изображены и сами корабли.
Развитие действия сказки начинается от главного здания — жилого дома. Компактный его объём с небольшим ризалитом, обращённый в сторону пруда, имел облик построек раннего русского классицизма, о чём говорят высокие окна его низа с характерными барельефными вставками над ними. Верх дома был решён весьма оригинально: центральный поднимающийся объём, завершённый ярко окрашенным коробовым покрытием, был окружён крытой на колоннах террасой и напоминал шатёр с золотым верхом. Таким образом, зодчий придал даче восточную окраску, которую имела и сама сказка. Дом был обращён к озеру, а не к подъездной дороге, что связывало регулярную планировку примыкающей к нему территории с живописной композицией всего ансамбля.
На запад от дома за оврагом, «где мост трофеями стоит одетый», простиралась обширная территория, содержавшая в себе соблазны, предназначенные (по сказке) для испытания будущего государственного мужа. Здесь интересны как сами темы, так и их исполнение. Первая постройка — «намет» известна нам только по описанию Джунковского «Богатство вкруг его изображенно, внутри он убран, как ленива спесь... и место нежно тут и воды красны». Основная группа сооружений этой части дачи олицетворяла земледелие — экономическую основу России того времени, представленное идеализированной сельской жизнью в аллегорических образах. В окружении возделанных полей с хижиной-павильоном, перед которым «из недр Земли огромный камень встал» (символ «Наказа Екатерины II») с источником-ключом вблизи, с пещерой «Нимфы Эгерии» и др., возвышался на холме храм Цереры (рис. 84). Эта группа, такая близкая по теме Львову, имела черты, проявившиеся в последующих его работах, например, в парке усадьбы Знаменское (композиционное сходство одноимённых храмов и скульптур в них; открытый характер композиции; ордер, каннелированный в верхних ⅔ ствола колонны без баз — см. ранние проекты Львова, как Арпачёво и др.; модульный карниз дорического ордера; вазы, венчающие колоннаду).
«От сельска жительства», минуя мосты и водопад, дорога подводила к храму-ротонде — конечной цели пути. «Прекрасный круглый храм взор поражает, семью столпами он изображает премудрости открытый всем алтарь». По изяществу и отточенности пропорций, изысканности форм он являлся выдающимся архитектурным произведением. Весь вытесанный в камне, воздвигнутый как на пьедестале на высоком холме, охваченном с восточной стороны пандусом, выложенным из камня, так же как и берег озера у основания холма, он напоминает мавзолей в Никольском. Лёгкость широко расставленных колонн, завершение, многоцветная живопись, покрывавшая купольный свод, характерны для парковых павильонов Львова.
Дальнейший путь (возвращение по другую сторону озера) через парк, где поставлены были памятники Славы, приводит к единственному павильону, от которого кое-что сохранилось до наших дней — «храму для покою», посвящённому Помоне и Флоре. Павильон однотипен с памятником «Родителям» в Павловском парке, сооружённом приблизительно в это же время, первый в ионическом, второй в дорическом ордере. Дальнейшее исследование должно выяснить сходство и различие в пропорциях и размерах сооружений, общность технических приёмов и декоративных форм и даст возможность установить авторство, имея в виду, что проект памятника «Родителям» сделан рукой Львова (рис. 85).
Парковая территория Александровой дачи по другую сторону дороги тоже имела живописную планировку, на острове пруда был поставлен павильон-ротонда. Дача, видимо, имела и своё небольшое хозяйство: напротив дома, через озеро на рисунке Львова изображены оранжереи и другие хозяйственные постройки (см. рис. 11).

Молодой зодчий, только что творчески обогащённый путешествиями по Западной Европе, окрылённый успехами первых работ по заказам Екатерины II, с большим вдохновением и фантазией нарисовал этот парковый ансамбль. Тема «Работа сельская, Цереры дар» нашла здесь своё яркое воплощение.

#### Здание Оранжереи

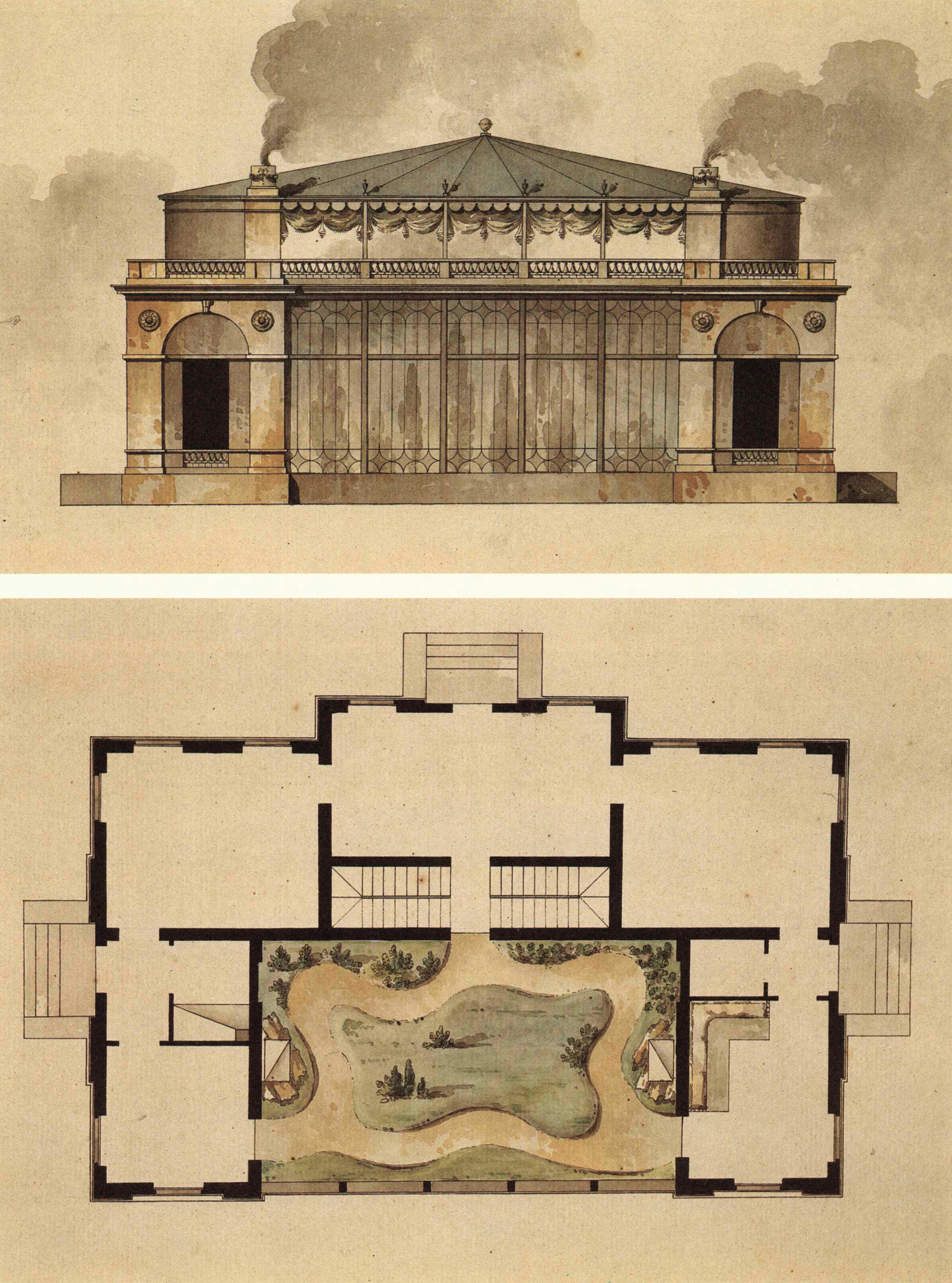
Проект здания Оранжереи с показом устройства внутреннего сада выполненный Кваренги

Изображает хоромы Лентяги-музрзы из «сказки о царевиче Хлоре».
Здание оранжереи было одним из двух, наряду с дачей Салтыкова, отапливаемых зданий, связанных с архитектурным ансамблем и единственным отапливаемым зданием на территории собственно парка. Создано по проекту Джакомо Кваренги. Имело видовую площадку на крыше под тентом. Считается, что посещение здания оранжереи Елизаветой Алексеевной повлияло на доработки или проект Елизаветиного павильона, который также имел на крыше видовую площадку с тентом и был создан не более чем на 12 лет позднее оранжереи.
Участок рядом с Орнажереей ограниченный Славянской дорогой (будущей улицей Мичурина) и исчезнувшей к 1870-м годам Новгородской дорогой был распланирован в регулярном стиле согласно карте Павлвоска 1790-х годов, что даёт основание, вместе с наличием печного отопления, рассматривать оранжерею в качестве дворца, а саму Александрову дачу в качестве дворцово-паркового ансамбля.

#### Храм Цереры[23]

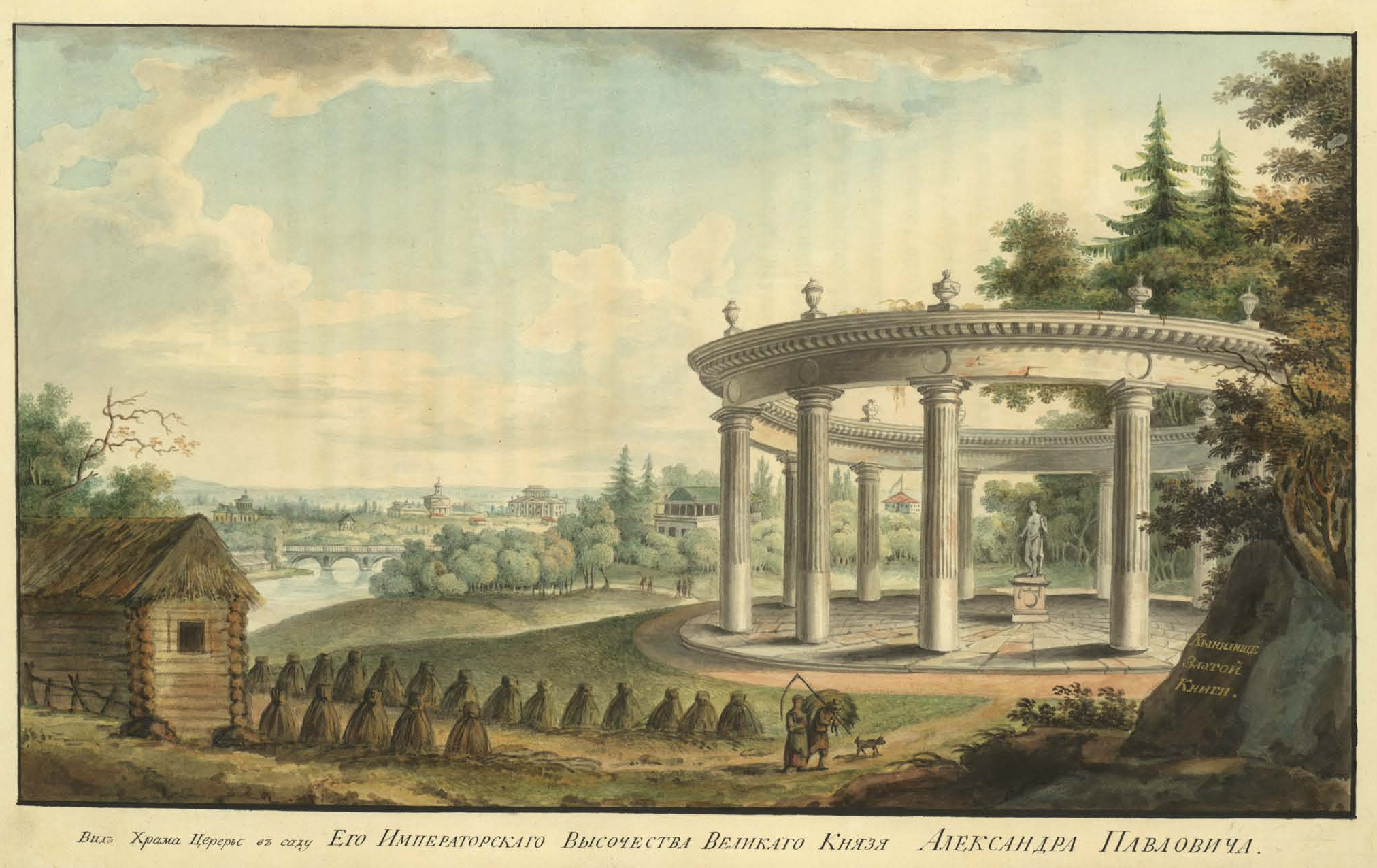
Храм Цереры на Александровой даче

Круглая колоннада, подобная Храму Аполлона в Павловском парке. В центре колоннады из 12 дорических колонн, объединённых общим антаблементом, на вымощенной камнем площадке на пьедестале находилась статуя богини с серпом и пучком колосьев. Статуя богини Цереры представлена одетой в хитон (нижнюю рубашку), поверх которой накинут гиматион (накидка в виде плаща), на голове корона, правая нога выгнута вперёд коленом, левая рука несколько согнута в локте, как будто охватывает пучок колосьев. По очертаниям фигура напоминает получившую известность в 1789 году статую Ж. Д. Рашетта, изображающую Екатерину II в виде Цереры. Бронзовый оригинал этой статуи был установлен на даче А. А. Безбородко, с 1875 года находился в Гроте в Царском Селе, был утрачен в годы Великой Отечественной войны, ещё одна гипсовая копия с 1792 года украшала павловский Храм Дружбы и была случайно разбита в 1938 году.
Колоннада была утрачена, предположительно демонтирована, в первые годы царствования Павла I, не упоминается как существующая позднее 1810-х годов.

#### Павильон «Храм Розы без шипов», он же «Храм Фелицы»

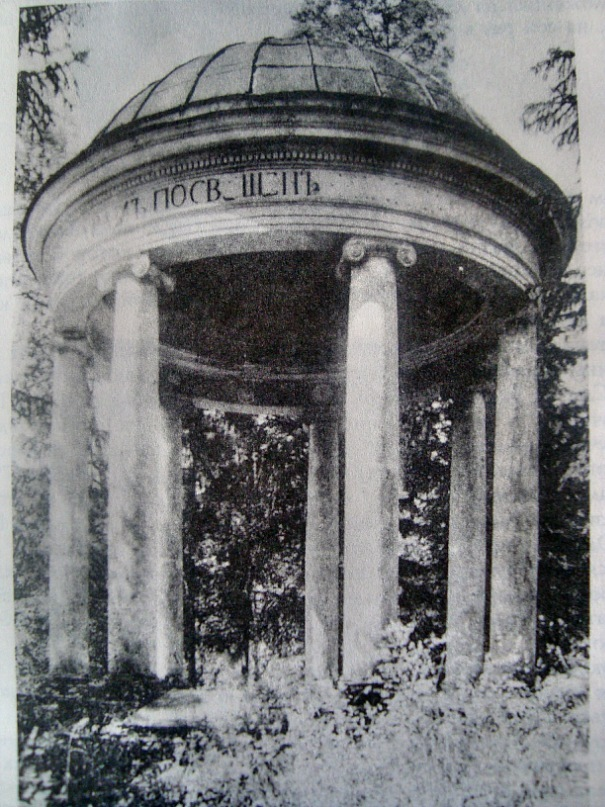
Храм розы без шипов, 1910-е гг.

Ротонда с семью ионическими колоннами и тремя ступенями. В центре — алтарь (небольшая колонна), на котором поставлена ваза с Розою без шипов из позолоченной бронзы — символ совершеннейшей добродетели, путь к которой долог и труден. В 1792 году купол Храма Розы без шипов был расписан изнутри историческим живописцем Г. И. Угрюмовым на тему «Апофеоз Петра I». Историк архитектуры В. Н. Талепоровский утверждает, что купол был расписан дважды, «более ранняя роспись трактована, как увитый розами трельяж с семью медальонами по осям колонн». Росписи до наших дней не дошли, а сам храм находится в руинированном состоянии.

#### Храм Флоры и Помоны[25], он же павильон «Эхо»
Объект культурного наследия народов РФ федерального значения. Рег. № 781610666290016 (ЕГРОКН). Объект № 7810343001 (БД Викигида)

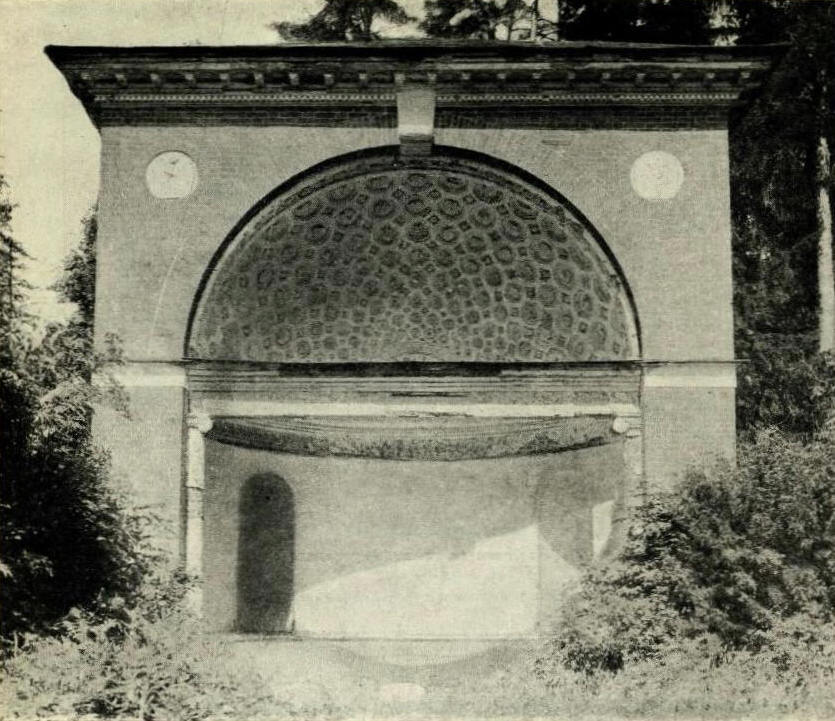
Павильон Эхо, 1930-е

Сохранившееся с большими утратами здание, конечная точка маршрута царевича Хлора из одноимённой сказки. В Храме, сооружённом в виде эдикулы, прекрасно обозреваемом с Новгородской дороги, находились две ниши со статуями богинь. Фриз украшали два медальона с барельефами амуров в виде садовников. На входе в святилище — две ионические колонны и по бокам две полуколонны, поддерживающие архитрав. Как свидетельствует В. Н. Талепоровский, стены храма и его колонны были покрыты искусственным мрамором разных оттенков и рисунков: «Ниши для статуй были облицованы искусственным мрамором красного тона, выделявшимся на белой глади стены. Полукупол покрыт мелкими восьмигранными и четырёхгранными кессонами с розетками, среди которых строгие звездообразные розетки чередуются с „вихревыми“, закручивающимися». Остатки прекрасной отделки павильона Эхо сохранились только на гравюрах и фотографиях, но само здание уцелело, хотя и срочно нуждается в реставрации.

#### Мост-плотина на реке Тызьве
Мост, расположенный на нынешней улице Мичурина. Набережная дорожка обходила публичную дорогу на другом уровне под его боковыми сводами. Восстановлен в 1980—1983 годах с единственным пролётом вопреки позднее выявленным изображениям.

#### Мост с трофеями или мост на Новгородской дороге

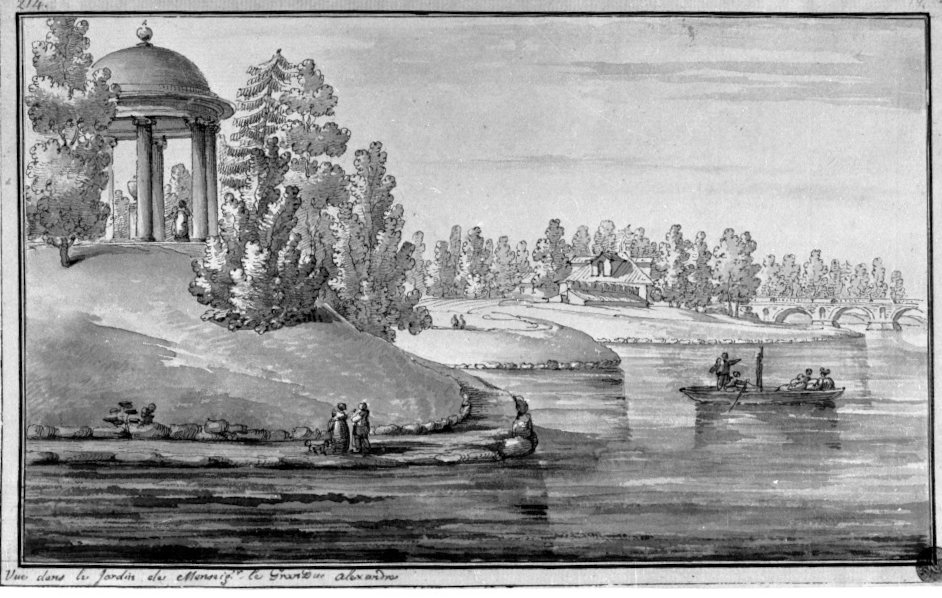
Вид Храма Розы без шипов и Моста с трофеями

Несохранившийся мост, расположенный на продолжении линии Кадетского бульвара — улицы Ломоносова — Садовой улицы. Набережная дорожка обходила публичную дорогу на другом уровне под его боковыми сводами. Запланированная в 1780-х годах Новгородская дорога из Царского села так и не была достроена дальше долины реки Тызвы, а сам мост не упоминается как существующий после 1820-х годов. С появлением Витебской железнодорожной линии планировочная линия Новгородской дороги в Павловке оказалась утрачена.

#### Пруд на Тызьве
Водоём на реке Тызве, виды через который были основным типом визуальных связей между строениями и видовыми точками в парке. Поддерживался утраченной не позднее конца 1870-х плотиной, расположенной на примерно равном расстоянии между современными улицами Правды и Мичурина. Насыпь плотины частично сохранилась, к 1944 году все мосты через пруд были трачены: мост с трофеями на Новгородской дороге, арочный мост на дороге в Графскую Славянку (его заменил мост-плотина на улице Мичурина), китайский мост.

#### Связь с дачей Салыткова
В 1786 году с участком великих князей стала граничить дача одного из их воспитателей, Николая Ивановича Салтыкова. Так в парке за небольшим оврагом появились ещё два здания: Дом Салтыкова и Птичник. В 1788 году по инициативе Николая Ивановича была построена и освещена церковь Адриана и Натальи, находившаяся у границы парка вблизи пересечения современной улицы Мичурина и переулка Мичурина.

### Последующие владельцы в XIX веке
Участки Александровой дачи и дачи Н. И. Салтыкова с начала XIX в. меняют своих владельцев и дробятся. До 1917 г. часть территории этих участков под названием «Собственная дача» находится в собственности представителей дома Романовых, другие участки использовались как дачи и принадлежали разным лицам.

### Послереволюциидо 1941 г.
С 1918 года город Павловск, к которому прилегала территория заброшенного парка, назывался Слуцк.
С 1919 г. на территории парка располагается созданная по инициативе И. И. Полянского Слуцкая экскурсионная станция, определившаяся как учреждение, занимающееся изучением местной природы, проведением экскурсий и лекций. Задачей станции была популяризация биологических и естественнонаучных знаний. У И. И. Полянского был опыт преподавания в Павловске в «Летнем практическом институте природоведения» в 1910—1912 годах. На нём были основаны сценарии школьных экскурсий, позволявших наглядно увидеть изучаемую флору и фауну.
В одной из дач был устроен музей местной природы с библиотекой, лабораторией и кабинетами для занятий, функционирующими круглый год, обслуживающими по преимуществу экскурсионную станцию. В другой даче — кабинет и лаборатории для практических занятий слушателей курсов по основным отделам естествознания.
Участок Слуцкой экскурсионной станции имел большую площадь чем исторический парк. Именно связанное с созданием экскурсионной станции межевание определило современную границу территории объекта культурного наследия. О памятниках старины И. И. Полянский писал, что на территории экскурсионной станции «сохранились следы некоторых впоследствии заброшенных парковых дорожек и две запущенные художественные беседки („Эхо“ и „Храм розы без шипов“)». Отсюда понятно, что к 1920-м годам Храм Флоры и Помоны получил название «Павильон „Эхо“ в Слуцке», вероятно, для отличения от Павильона «Эхо» или Колоннады «Эхо» в Александрии.
До последних дней жизни учёный И. И. Полянский отдавал всё своё время экскурсиям и работе на Слуцкой экскурсионной станции. Он скончался внезапно 14 июня 1930 года после экскурсии, проведённой для студентов. Вскоре после смерти учёного Слуцкая экскурсионная станция была закрыта, и её территория и постройки переданы Ленинградской зональной плодово-ягодной станции имени Мичурина.
В 1930-х годах обмеры и съёмку Храма Флоры и Помоны и Храма Розы без шипов проводил Владимир Николаевич Талепоровский. Эти материалы были использованы в его книге о Чарльзе Камероне.
| В. Н. Талепоровский об Александровой даче |
| В 1780 г. в окрестностях Павловска была создана «Александрова дача» с большим английским парком, живописной речкой с запрудами, холмами, лугами и лесом, усадьбой и павильонами. Эта дача была предназначена Екатериной II для летнего пребывания её внука Александра, по имени которого она и была названа Александровой. Она была подарена, немного позднее, воспитателю Александра графу Н. И. Салтыкову. Уже одно то обстоятельство, что дача строилась по заказу Екатерины II, даёт нам право искать здесь следы творчества Камерона. Однако из былых построек усадьбы ничего не сохранилось. Парк одичал, пруды спущены, Случайно в стороне от эксплоатационных участков позднейших хозяев усадьбы на крутом берегу бывшего пруда сохранились остатки двух парковых павильонов. Как ни скудны эти остатки, они свидетельствуют о мастерстве великого зодчего достаточно красноречиво. Один из павильонов известен под именем «Розы без шипов». «Роза без шипов» — это иллюстрация к сказке, сочинённой Екатериной II для своего внука. В сказке маленький Хлор, пройдя сквозь целый ряд соблазнов, находит «Розу без шипов» — добродетель. Дорожка в парке извивалась по холмам и полям усадьбы и подходила к озеру, на высоком берегу которого видна была небольшая открытая ротонда под куполом, с веткой розы без шипов из золочёной бронзы в вазе на мраморном пьедестале. Что выдаёт авторство Камерона в этом павильоне? Прежде всего — внутреннее содержание, поэтическое раскрытие идем храма розы. Только Камерон, с присущей ему глубиной замысла, мог ассоциировать архитектурный образ павильона с формой листа розы. Павильон в плане решен на семи колоннах, отвечающих нечётному, семиперистому листу розы. Ордер колонн — ионийский. Карниз с внутренней стороны колоннады украшен характерными для Камерона розетками, с орнаментом из каннелюр. Купол был расписан дважды. Роспись, более поздняя и лучше сохранившаяся, изображает аллегорическую картину: процветание искусства, науки и культуры, движущихся вперёд под щитом Екатерины II, по путям, намеченным Петром I; более ранняя роспись трактована как увитый розами трельяж с семью медальонами по осям колонн. Второй павильон — «Эхо» — с ещё большей определённостью позволяет говорить о6 авторстве Камерона. Павильон «Эхо» решён в виде античной, древнеримской эдикулы, небольшого святилища. Раньше павильон «Эхо» назывался «храмом Флоры и Помоны»; на посвящение его обеим богиням указывают сохранившиеся две ниши для статуй, барельефы с изображением амуров в роли садовников и окружающая заросль из кустов сирени. Архитектурно павильон представляет по фасаду прямую стену с ионийской колоннадой, поддерживающей архитрав. Позади колоннады находится полуциркульная ниша-эдикула, с полукуполом над ней и с двумя упомянутыми нишами для статуй Флоры и Помоны. Здесь колоннада увенчана характерными для Камерона капителями с густо закрученными волютами Эрехтейона. Поверхность стены, фриза и колонн покрыта искусственным мрамором разных оттенков и рисунков. Ниши для статуй были облицованы искусственным мрамором красного тона, выделявшимся на белой глади стены. Полукупол покрыт мелкими восьмигранными и четырехугольными кессонами с розетками, среди которых строгие звездообразные розетки чередуются с «вихревыми», закручивающимися. Характерны для Камерона также изысканная деликатность карниза и молудировка его с контрастно большим замком над аркой ниши и, конечно, оба медальона в стене эдикулы. |

### После войны
Во время Великой Отечественной войны Павловск находился в оккупации с сентября 1941 года по январь 1944 года. После освобождения города плодово-ягодная станция была восстановлена на прежнем месте, здания станции уцелели, а вот парк и постройки были значительно повреждены. К середине XX в. на местности ещё сохранялись Храм Розы без шипов, Храм Флоры и Помоны и перестроенная дача Н. И. Салтыкова. Храм Розы без шипов подвергся разрушению между 1941и 1956 годами. Точные обстоятельства не установлены.

#### Проекты реставрации и получение статуса объекта Всемирного наследия ЮНЕСКО
С 30 августа 1966 года объект находится под охраной ГИОП. Постановление об этом приняло правительство — Совет Министров РСФСР.
В декабре 1990 г., на XIV сессии Комитета Всемирного наследия ЮНЕСКО в Банфе (Канада) было решено включить в Список Всемирного наследия под № 540 объект с названием «Исторический центр Ленинграда и связанные с ним комплексы памятников». Под № 540—007 значился компонент под названием «Дворцово-парковые ансамбли г. Павловска и исторический центр города». А в качестве одного из элементов этого компонента указывался ансамбль Александровой дачи («Alexanderova’s Villa»).
В 1980-х годах имелся предварительный проект восстановления парка, реализации которого помешали глобальные политические трудности.
Бывший Анненков парк в верховьях р. Тызьвы (Александрова дача) восстанавливается с определенной функциональной специализацией. Это будет место отдыха детей и жителей самого г. Павловска*.
Под ссылкой на примечание приводится наиболее подробное описание ансамбля в цитируемой книге. Авторство Александровой дачи тогда оспаривалось между Чарльзом Камероном и Николаем Львовым:
 * Почти несохранившийся парк «Александрова дача» создавался в самом конце XVIII в., несомненно, под влиянием Павловска. Многоколонная открытая ротонда храм Цереры напоминала храм Аполлона, беседка Эхо — памятник «Любезным родителям» и т. д. Интересно, что парк был задуман в качестве своеобразной иллюстрации к сказке «О Царевиче Хлоре», написанной императрицей для своего внука Александра. По предположениям В. Я. Курбатова [1916], большая часть построек была возведена по эскизам Ч. Камерона. Однако исследования М. В. Будылиной устанавливают авторство Н. А. Львова [1961]. В описании, относящемся к 1793 г., упоминаются такие садовые «затеи», как шатер с золотым верхом, мост, украшенный трофеями, водный ключ, пещера нимфы Эгерии и т. д. В храме Розы без шипов на куполе изображено «Око Петрово», «Блаженствующая Россия» и орёл, ломающий «рога» месяца,— отзвуки побед России в войнах с Турцией, которые нашли свое полное выражение в памятниках Царскосельского парка.
Тем не менее, опубликованные планы того времени показывают слабое знакомство с исторической топографией Александровой дачи.

## Вопрос авторства архитектурного ансамбля
В 1939 году В. Н. Талепоровский опубликовал версию о принадлежности проектов Храма розы без шипов и Храма Флоры и Помоны Чарльзу Камерону, которая была обоснована только стилистическим сходством.
В 1961 году в монографии об архитекторе Н. А. Львове обосновывается версия его авторства:
Архитектурная деятельность Н. А. Львова в Петербурге связана с обширным строительством в столице и её пригородах. Новое классическое направление в архитектуре того времени нашло отражение уже в ранних произведениях молодого зодчего. Его первые работы были разнообразны и часто делались по заказу Екатерины II (Невские ворота, Могилёвский собор и др.). В этот период создаётся архитектурный ансамбль Александровой дачи вблизи Павловска (рис. 82). Дача предназначалась Екатериной II внуку Александру и должна была быть не только местом отдыха и увеселения, но также при помощи архитектурных средств служить воспитательным целям. Она задумана как своеобразная иллюстрация к нравоучительной сказке о царевиче Хлоре, написанной Екатериной (издана в 1782 г.). Эта сказка получила отражение в оде «К Фелице» Державина. Этот же поэтический замысел с большой фантазией и изобретательностью был осуществлён здесь зодчим.

Дача строилась одновременно с возведением основных построек дворцового ансамбля в Павловске. Всё то стилистически новое, что возникало там, получило отзвук в архитектурном облике Александровой дачи, на основании чего в литературе её авторство иногда приписывалось Камерону. Обнаруженный среди чертежей Львова проектный рисунок этой дачи (см. рис. 11) и изучение архитектурного ансамбля дачи заставляет пересмотреть вопрос её авторства и приводит нас к убеждению, что создателем её был Н. А. Львов.
В 2011 году С. В. Выжевский выдвинул версию версию авторства Кваренги на основании черновиков его писем, опубликованных в 1988 году и рассмотрения графического наследия архитектора, в частности, зарисовок Александровой дачи его авторства. Позднее были обнаружены другие изображения авторства Кваренги, соотносимые с Александровой дачей.

### Первоисточники

#### Сказка о царевиче Хлоре
- Екатерина II. Сказка о царевичѣ Хлорѣ. — СПб.: Тип. Акад. наукъ, 1782.
- Екатерина II. Сказка о царевиче Хлоре в современной орфографии с редакционными пояснениями слов.

#### ПоэмаС. С. Джунковского
Оригинальное название поэмы: «Александрова, увеселительный садъ его императорскаго высочества благовѣрнаго государя и великаго князя Александра Павловича».
Поэтические достоинства этого льстивого придворного произведения невелики, однако значительно его историческое значение как единственного полного описания парка периода его расцвета.
- Русское издание 1793 года
  - rusneb
  - викитека
  - Александрова, увеселительный садъ его императорскаго высочества благовѣрнаго государя и великаго князя Александра Павловича. - СПб: Типография Академии наук. - 1793.
- Русское издание 1794 года с улучшением иллюстраций, без изменения текста
  - rusneb
  - викитека
  - Александрова, увеселительный садъ его императорскаго высочества благовѣрнаго государя и великаго князя Александра Павловича. - СПб: Типография Академии наук. - 1794.
- Французское издание 1793 года
  - Džunkovskij S. S. Alexanderova ou Les Jardins de Son Altesse Impériale monseigneur le grand duc Alexandre Pauloide: Poème dédié à Sa Majéste Impériale Cathérine Seconde impératrice et autocratrice de toutes les Russies: Traduit du russe. - Saint Pétersbourg [St.-Peterburg: De l'Imprimerie de l'Académie Impériale des sciences], 1793.
- Французское издание 1794 года
  - Džunkovskij S. S. Alexanderova ou Les Jardins de Son Altesse Impériale monseigneur le grand duc Alexandre Pauloide: Poème dédié à Sa Majéste Impériale Cathérine Seconde impératrice et autocratrice de toutes les Russies: Traduit du russe. - Saint Pétersbourg [St.-Peterburg: De l'Imprimerie de l'Académie Impériale des sciences], 1794.
- Второе русское издание с заново сделанными ухудшенными иллюстрациями
  - Джунковский С. С. Александрова, увеселительный сад его императорскаго высочества благовѣрнаго государя и великаго князя Александра Павловича. - Харьков: Университетская типография, 1810 (2-е издание).

#### ПроизведенияДжакомо Кваренги, содержащие документы с упоминанием Александровой дачи и графику с её изображениями
- Giacomo Quarenghi. Architetto a Pietroburgo. Lettere e altri scritti. A cura di Vanni Zanella. Venecia: Albrizzi editore, 1988.
- Fabriche e disegni di Giacomo Quarenghi architetto di S. M. L’Imperatore di Russia cavaliere di Malta e di S. Walodimiro illustrate dal cavaliere Giulio suo figlio. Opera dedicata a Sua Altezza Imperiale il gran duca ereditario delle russie. [Фасады и планы Джакомо Кваренги архитектора Е.<го> В.<еличества> Императора России, кавалера Мальтийского ордена и ордена Св. Владимира, иллюстрированные кавалером Джулио его сыном. Творение, посвященное Его Императорскому Высочеству Государю Великому Князю и Наследнику Русскому.] — Mantova, 1844.
- Giacomo Quarenghi: Architetture e vedute: Cat. della Mostra, Bergamo, Palazzo della Ragione, 14 mag. — 17 lugl. 1994. [Джакомо Кваренги. Архитектура и ведуты. Кат. выставки. Бергамо, Дворец правосудия, 14 мая — 17 июля 1994.] — Milano: Electa, 1994.
- Дж. Кваренги. Архитектурная графика: коллекция Государственного музея истории С.-Петербурга: научный каталог. — СПб., 1998.

### Производная и дополнительная литература

#### Монографии о предполагаемых авторах с упоминанием построек Александровой дачи
- Талепоровский В. Н. Чарльз Камерон. — М., 1939.
- Будылина М. В., Брайцева О. И., Харламова А. М. Архитектор Н. А. Львов. — М., 1961.

#### Прочее
- Выжевский С. В. Александрова дача: обстоятельства её создания и архитектор Дж. Кваренги // Царское Село на перекрёстке времен и судеб. XVI Царскосельская научная конференция. — Ч. 1. — СПб., 2010. — С. 126—146.
- Выжевский С. В. Александрова дача и 220 лет её истории. - Павловск: Павел, 2013.
- Громова Н. И. Александрова дача. 1956. На правах рукописи (копия музей истории Павловска). В т. ч. Приложение 2. Выписка 8 включает выписки из: Михайловский. И. Б. Павловск. Историко-архитектурная монография. 1937-1939. На правах рукописи.
- Семёнова Г. В. Александрова дача в культурном ландшафте Царского Села и Павловска // Памятники истории и культуры Санкт-Петербурга. Краеведческие записки. Исследования и материалы. Выпуск девятый. — СПб.: Белое и черное, 2003. С. 122—141.